# Uvarus granarius
Uvarus granarius är en skalbaggsart som först beskrevs av Aubé 1838.  Uvarus granarius ingår i släktet Uvarus och familjen dykare. Inga underarter finns listade i Catalogue of Life.